# Love Life and Feelings
Albums de Shirley Bassey
Good, Bad, but Beautiful
(1975) You Take my Heart Away
(1977)
Singles
Love Life and Feelings est le vingt et unième album studio de Shirley Bassey, sorti en 1976. Il est classé no 13 au UK Albums Chart et remporte un disque d'argent un mois et demi après sa sortie avec plus de 60 000 exemplaires vendus mais se classe moins bien au Billboard 200 (no 149). 
L'album contient la chanson What I Did for Love, extraite de la comédie musicale A Chorus Line de Marvin Hamlisch qui avait remporté neuf Tony Awards l'année précédente ; The Way I Want to Touch You de Captain & Tennille ; You've Made Me So Very Happy, un tube de la Motown de 1967 ; Alone Again (Naturally) de Gilbert O'Sullivan, qui était resté six semaines no 1 au Billboard Hot 100 en 1972 et Feelings, un hit international de l'année précédente. 
Par contre, aucun des deux singles de chansons italiennes (paroles anglaises de Norman Newell) Natalì (UP 35837, avec Runaway en face B) et Born to Lose (UP 36007, avec Can't Take My Eyes Off You en face A) n'entre au hit-parade. 
Love Life and Feelings sort en 33 tours avec une pochette signée Richard Avedon, cassette audio et cartouche stéréo, puis est réédité par BGO Records avec Nobody Does It Like Me en double disque compact en 2006.

## Liste des chansons

### Face A
1. What I Did for Love (Marvin Hamlisch, Edward Kleban)
2. The Hungry Years (Howard Greenfield, Neil Sedaka)
3. Born to Lose (Sergio Bardotti, Dario Baldan Bembo, Norman Newell)
4. Everything That Touches You (Michael Kamen)
5. Isn't It a Shame (Randy Edelman)
6. Midnight Blue (Melissa Manchester, Carole Bayer Sager)

### Face B
1. The Way I Want to Touch You (Captain & Tennille)
2. Natalì (Umberto Balsamo, Norman Newell)
3. You've Made Me So Very Happy (Berry Gordy, Patrice Holloway, Brenda Holloway, Frank Wilson)
4. Alone Again (Naturally) (Gilbert O'Sullivan)
5. Feelings (Loulou Gasté, Morris Albert)
6. If I Never Sing Another Song (Don Black, Udo Jürgens)

## Personnel
- Shirley Bassey – chant
- Martin Davis - producteur exécutif
- Arthur Greenslade - arrangements, orchestration
- Martin Rushent – ingénieur du son